# Тисакечкеский яраш
Тисакечкеский яраш (венг. Tiszakécskei járás) — яраш в венгерском медье Бач-Кишкун. Административный центр — Тисакечке.

## История
Образован в результате административно-территориальной реформы 2013 года из части территорий бывшего Кечкеметского района и бывшего Кишкунфеледьхазского района.

## Состав
| Община             | Статус         | Бывший район        | Население  | Население  | Население  | Площадь    | Плотность населения (чел/км²) |
| Община             | Статус         | Бывший район        | 01.10.2011 | 01.01.2013 | 01.01.2016 | 01.01.2016 | Плотность населения (чел/км²) |
| ------------------ | -------------- | ------------------- | ---------- | ---------- | ---------- | ---------- | ----------------------------- |
| Лакителек          | Большая община | Кечкеметский        | 4.449      | 4.466      | 4.406      | 54,66      | 80,6                          |
| Сенткирай          | Община         | Кечкеметский        | 1.911      | 1.921      | 1.876      | 101,89     | 18,4                          |
| Тисаальпар         | Большая община | Кишкунфеледьхазский | 4.898      | 4.926      | 4.920      | 91,13      | 54,0                          |
| Тисакечке          | Город          | Кечкеметский        | 11.430     | 11.553     | 11.743     | 133,27     | 88,1                          |
| Тисауг             | Община         | Кечкеметский        | 894        | 925        | 913        | 25,04      | 36,5                          |
| Тисакечкеский яраш |                |                     | 23.582     | 23.791     | 23.858     | 405,99     | 58,8                          |